# Ігнац фон Попель
Ігнац фон Попель або Ігнацій Попель (нім. Ignatz von Popiel, пол. Ignacy Popiel, 27 липня 1863, Дрогобич — 2 травня 1941, Бохня, Генеральна губернія) — австро-угорський і польський шахіст, учасник низки великих міжнародних змагань на межі XIX — XX століть.

## Життєпис
Народився в шляхетській сім'ї в місті Дрогобичі (нині Львівська область України). Вивчав право в Грацькому університеті. З 1886 року брав участь в австрійських турнірах. Був бібліотекарем у шаховому клубі "Glaser Schachgesellschaft". У 1889 - 1892 роках навчався в Ягеллонському університеті. Після закінчення навчання одержав ліцензію на нотаріальну діяльність. Жив і працював у Львові. Грав у місцевих змаганнях. 1894 року брав участь у відкритті Львівського шахового клубу. На церемонії відкриття зіграв показову партію проти К. Вейдліха (обом допомагали консультанти). У 1896 - 1902 роках був одним з найсильніших шахістів Австро-Угорщини. Після невдач у турнірах 1902 року майже відійшов від міжнародної практики. Після Першої світової війни жив у Куликові (неподалік від Львова) брав участь в місцевих львівських змаганнях. 1926 року мав представляти Львів у чемпіонаті Польщі, але не зміг взяти участь у турнірі: занадто пізно отримав запрошення через проблеми на пошті. 1937 року переїхав до Бохні, де прожив останні роки життя.

## Гадане родичівство зі Степаном Попелем
В югославському журналі «Шаховскі гласнік» (1953) зазначалось, що Ігнац фон Попель був дядьком українського шахіста Степана Попеля. Таку ж думку висловлював й Ксавери Тартаковер у своїх спогадах. Згодом ці дані поширили інші видання. Насправді вони не були родичами. Вони, справді, зустрічалися за шахівницею, але вже тоді, коли найкращі роки Ігнаца минули, й перемогу здобув молодший Попель. Як згадував Євген Чучман, «очевидно — молодість перемогла, а тоді сміялися із старого, що «трафіл Попєль на Попеля». Але старушок мимо цього був дуже задоволений, бо вірив, що раніше чи пізніше мистецький лавровий вінок дістанеться на голову його однойменника — хоч і «русіна».

## Журналістська діяльність
Займався теорією шахів. Публікував результати своїх досліджень у журналах «Tygodnik Ilustrowany — Przyjaciel Ludu» (укр. Ілюстрований тижневик — Друг народу) і "Deutsche Wochenschach". Співпрацював з редакцією газети "Варшавський Кур'єр".

## Спортивні результати
| Рік         | Місто           | Змагання                                                         | + | −  | =  | Результат                   | Місце        |
| ----------- | --------------- | ---------------------------------------------------------------- | - | -- | -- | --------------------------- | ------------ |
| 1886        | Відень          | Турнір віденських шахістів                                       |   |    |    |                             | 10           |
| 1887        | Відень          | Турнір віденських шахістів                                       |   |    |    |                             | 2            |
| 1888        | Відень          | Турнір віденських шахістів                                       |   |    |    |                             | 2            |
| 1889        | Відень          | Турнір віденських шахістів                                       |   |    |    |                             | 4—5          |
|             | Бреслау         | 6-й Конгрес Німецького шахового союзу (побічний турнір)          |   |    |    |                             | 3—4          |
|             | Варшава         | Серія партій проти Шимона Вінавера і Артура Поплавського         |   |    |    | Грав невдало                |              |
|             | Варшава         | Серія партій проти Юзефа Жабинського і Яна Клечинського-старшого |   |    |    | Результат невідомий         |              |
| 1890        | Відень          | Меморіал Іґнаца фон Коліша                                       |   |    |    | 0 з 4                       | ----         |
| 1892        | Відень          | Турнір віденських шахістів                                       |   |    |    |                             | 1—3          |
|             | Дрезден         | 7-й Конгрес Німецького шахового союзу (побічний турнір)          |   |    |    |                             | 7            |
| 1895        | Львів           | Першість міського шахового клубу                                 |   |    |    |                             | 1            |
| 1896        | Айзенах         | 10-й Конгрес Німецького шахового союзу (побічний турнір)         |   |    |    |                             | 2—3          |
|             | Будапешт        | Міжнародний турнір                                               | 2 | 10 | 0  | 2 з 12                      | 13           |
|             | Львів           | Першість міського шахового клубу                                 |   |    |    |                             | 1            |
| 1897        | Берлін          | Міжнародний турнір (побічний турнір)                             |   |    |    |                             | 1            |
| 1898        | Кельн           | 11-й Конгрес Німецького шахового союзу                           | 4 | 5  | 6  | 7 з 15                      | 10—11        |
| 1899 / 1900 | Відень          | Меморіал Іґнаца фон Коліша                                       | 3 | 5  | 3  | 4½ з 11                     | 9            |
| 1900        | Мюнхен          | 12-й Конгрес Німецького шахового союзу                           | 4 | 6  | 5  | 6½ з 15                     | 11—12        |
| 1902        | Монте-Карло     | Міжнародний турнір                                               | 6 | 5  | 12 | 7¼ з 19 (22)                | 16           |
|             | Ганновер        | 13-й Конгрес Німецького шахового союзу                           | 3 | 10 | 4  | 5 з 17                      | 18           |
| 1904        | Львів           | Першість Львова                                                  |   |    |    |                             | 3            |
|             | Львів           | Турнір чотирьох шахістів                                         |   |    |    |                             | 3            |
| 1905        |                 | Матч з Оскаром Пйотровським                                      | 3 | 3  | 3  | 4½ : 4½                     |              |
| 1912        | Львів           | Турнір львівських шахістів (5 учасників)                         |   |    |    |                             | 5            |
| 1914        | Львів           | Першість Львова                                                  |   |    |    |                             | 2            |
| 1915        | Відень          | Міжнародний турнір                                               |   |    |    |                             | 6            |
| 1925        | Львів           | Першість Львова                                                  |   |    |    |                             | 2            |
|             | Львів           | Першість клубу Гетьмана                                          |   |    |    |                             | 2            |
| 1926        | Львів           | Першість Львова                                                  |   |    |    |                             | 2—4          |
|             | Львів           | Першість міського шахового клубу                                 |   |    |    |                             | 2            |
| 1927        | Львів           | Першість Львова                                                  |   |    |    |                             | 2—3          |
| 1929        | Крулевська-Гуца | Командна першість Польщі (збірна Львова)                         | 1 | 2  | 2  | 2 з 5                       | Команда 4-та |
| 1931        | Львів           | Першість Львова                                                  |   |    |    |                             | 8            |
| 1933        | Львів           | Першість Львова                                                  |   |    |    |                             | 14           |
| 1934        |                 | Командна першість Польщі (збірна Львова, запасний)               | 1 | 0  | 0  | 1 з 1                       |              |
| 1935        | Лодзь           | Міжнародний турнір                                               |   |    |    |                             | 13           |
| 1937        | Краків          | Першість Кракова                                                 |   |    |    |                             | 5—7          |
| 1938        | Краків          | Першість Кракова                                                 |   |    |    |                             | ----         |
|             | Краків          | Матч Краків — Катовіце (1-ша шахівниця)                          |   |    |    | Матч виграв Краків 10½ : 5½ |              |